# Inge Heym

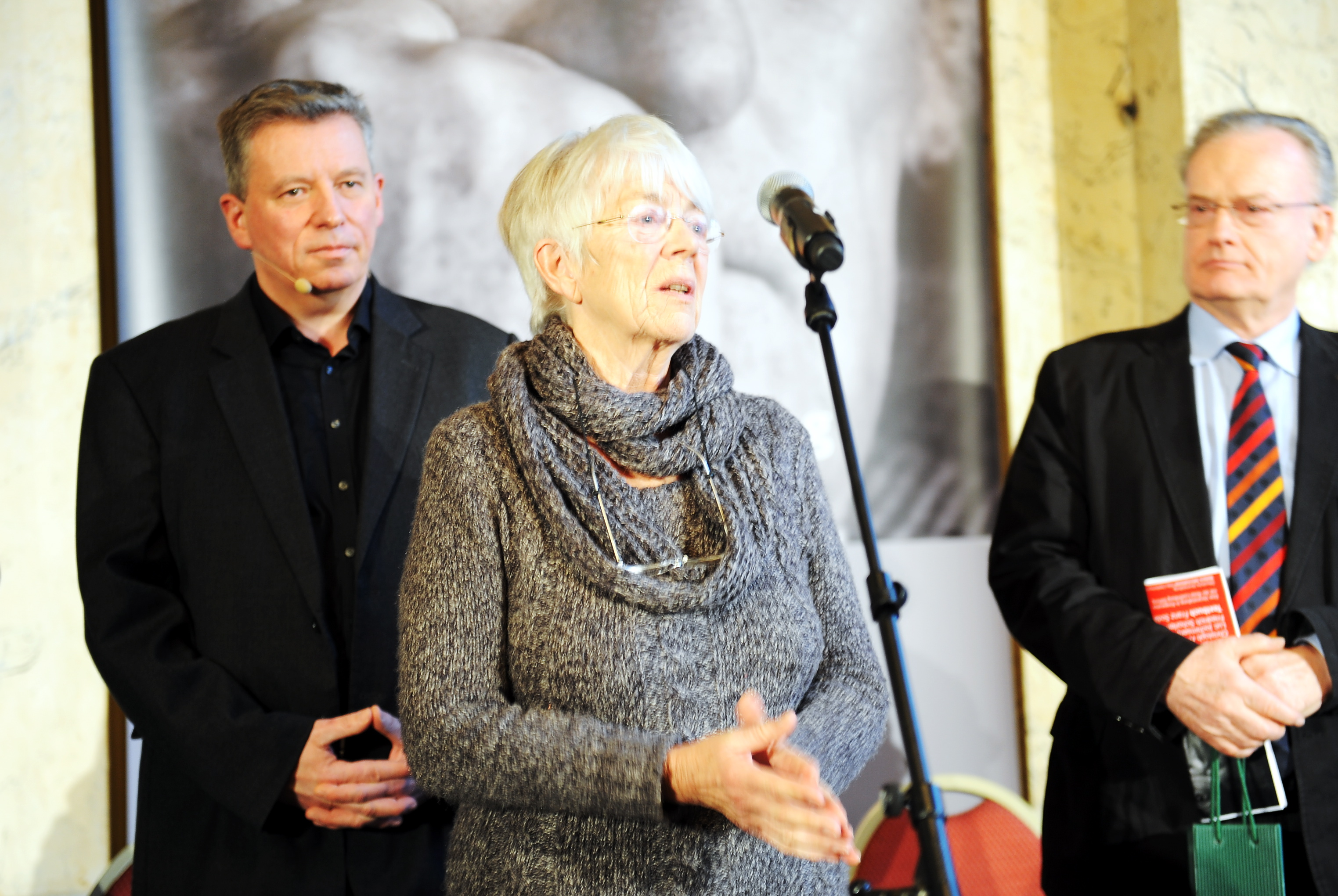
Inge Heym (2012) im Palais am Festungsgraben (Berlin), Lesung zum 100. Geburtstag Stefan Heyms

Inge Heym, geborene Holm, geschiedene Wüste (* 2. Juni 1933 in Berlin-Pankow), ist eine deutsche Szenaristin,  Drehbuchautorin und Herausgeberin.

## Leben
Inge Heym war zunächst als Regieassistentin beim Berliner Rundfunk und beim Deutschlandsender tätig. Danach arbeitete sie ein Jahr in der Montage beim VEB Mechanik Askania Teltow. Seit 1952 studierte sie Pädagogik in Leipzig, danach war sie ab 1954 als Erzieherin im Kinderheim A. S. Makarenko in der Königsheide tätig.
Von 1956 bis 1961 studierte sie Regie an der Deutschen Hochschule für Filmkunst in Babelsberg. Als Regieassistentin von Werner W. Wallroth war sie in dieser Zeit an zwei Filmen beteiligt (Das Rabauken-Kabarett, 1960; Mord in Gateway, 1962).
In erster Ehe heiratete sie 1955 den Dokumentarfilmregisseur Werner Wüste (* 1931), in zweiter Ehe 1971 den Schriftsteller Stefan Heym (1913–2001). Aus erster Ehe hat sie einen Sohn, der 1958 geboren ist.

## Wirken
Von 1962 bis 1982 arbeitete Heym zunächst als Dramaturgin, später nur noch als Szenaristin im DEFA-Studio für Spielfilme nach Protesten gegen die Ausweisung Wolf Biermanns. Dort entwickelte und schrieb sie Drehbücher für populäre Kinderfilme wie Egon Schlegels Abenteuer mit Blasius (erschienen 1975 nach dem Buch Messeabenteuer 1999 von Werner Bender) und Wer reißt denn gleich vor’m Teufel aus (nach dem Märchen der Brüder Grimm) und Filme für Jugendliche wie Rainer Simons Männer ohne Bart (nach Uwe Kants Das Klassenfest) und Herrmann Zschoches Und nächstes Jahr am Balaton (nach Ich bin nun mal kein Yogi von Joachim Walther).
Seit 1982 ist Inge Heym freiberufliche Schriftstellerin, darüber hinaus betätigt sie sich als Herausgeberin ausgewählter Werke ihres verstorbenen Mannes Stefan Heym. Das Paar stand wegen der gemeinsamen kritischen Haltung gegenüber der Staatsführung unter ständiger Beobachtung der Staatssicherheit.
Ihr Archiv befindet sich in der Akademie der Künste in Berlin. Die gemeinsame Arbeitsbibliothek von Stefan und Inge Heym fand ihren Platz im neu eröffneten Stefan-Heym-Forum im Kulturzentrum Das Tietz in Chemnitz. Die Chemnitzer Filmemacherin Beate Kunath begleitete im Jahr 2020 den Umzug der Bibliothek aus dem gemeinsamen Wohnhaus mit der Kamera. Der 2021 veröffentlichte Film Abschied und Ankunft. Die Arbeitsbibliothek von Stefan und Inge Heym nähert sich über die Arbeitsbibliothek, Archivaufnahmen und Gespräche mit Inge Heym dem Werk und der Biografie Stefan Heyms.

## Filmografie
- 1968: Die Nacht im Grenzwald – Regie: Kurt Barthel
- 1969: Der Weihnachtsmann heißt Willi – Regie: Ingrid Reschke
- 1970: Wir kaufen eine Feuerwehr – Regie: Hans Kratzert
- 1971: Männer ohne Bart – Regie: Rainer Simon
- 1972: Sechse kommen durch die Welt – Regie: Rainer Simon
- 1973: Der Wüstenkönig von Brandenburg – Regie: Hans Kratzert
- 1974: Abenteuer mit Blasius – Regie: Egon Schlegel
- 1975: Ikarus – Regie: Heiner Carow
- 1976: Unterwegs nach Atlantis – Regie: Siegfried Kühn
- 1977: Wer reißt denn gleich vor’m Teufel aus – Regie: Egon Schlegel
- 1977: Die Insel der Silberreiher – Regie: Jaromil Jireš
- 1980: Und nächstes Jahr am Balaton – Regie: Herrmann Zschoche

## Publikationen

### Schriften
- Die Leute aus meiner Straße. Berliner Geschichten. Eulenspiegel-Verlag, Berlin 2000, ISBN 3-359-00980-0.

### Herausgeberschaften
- Stefan Heym. Einmischung. Gespräche, Reden, Essays. Ausgewählt und herausgegeben von Inge Heym und Heinfried Henniger. Mit einem Nachwort von Egon Bahr. C. Bertelsmann Verlag, München 1990, ISBN 978-3-57008217-1.
- Stefan Heym. Offene Worte in eigener Sache. Gespräche, Reden, Essays 1989–2001. Ausgewählt und herausgegeben von Inge Heym, Heiner Henniger und Ralf Zwengel. btb Verlag, München 2003, ISBN 978-3-44273080-3.
- Stefan Heym. Ich aber ging über die Grenze: Frühe Gedichte. Ausgewählt und herausgegeben von Inge Heym. C. Bertelsmann Verlag, München 2013, ISBN 978-3-57010160-5.

## Dokumentarfilme
- 2021: Beate Kunath: Abschied und Ankunft. Die Arbeitsbibliothek von Stefan und Inge Heym. 104 min.